# Jakob Bogdani

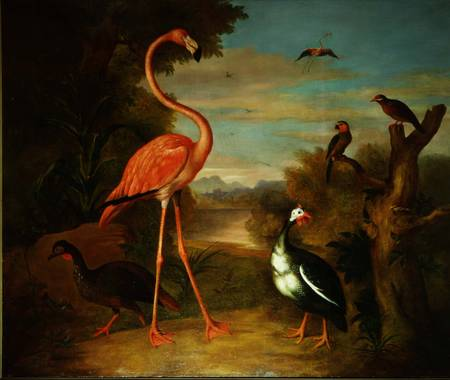
Flamingo and Other Birds in a Landscape

Jakob Bogdani (ur. 6 maja 1658 w Preszowie, zm. 11 listopada 1724 w Londynie) – węgiersko-brytyjski malarz, znany ze swoich obrazów przedstawiających martwą naturę i egzotyczne ptaki.

## Życiorys

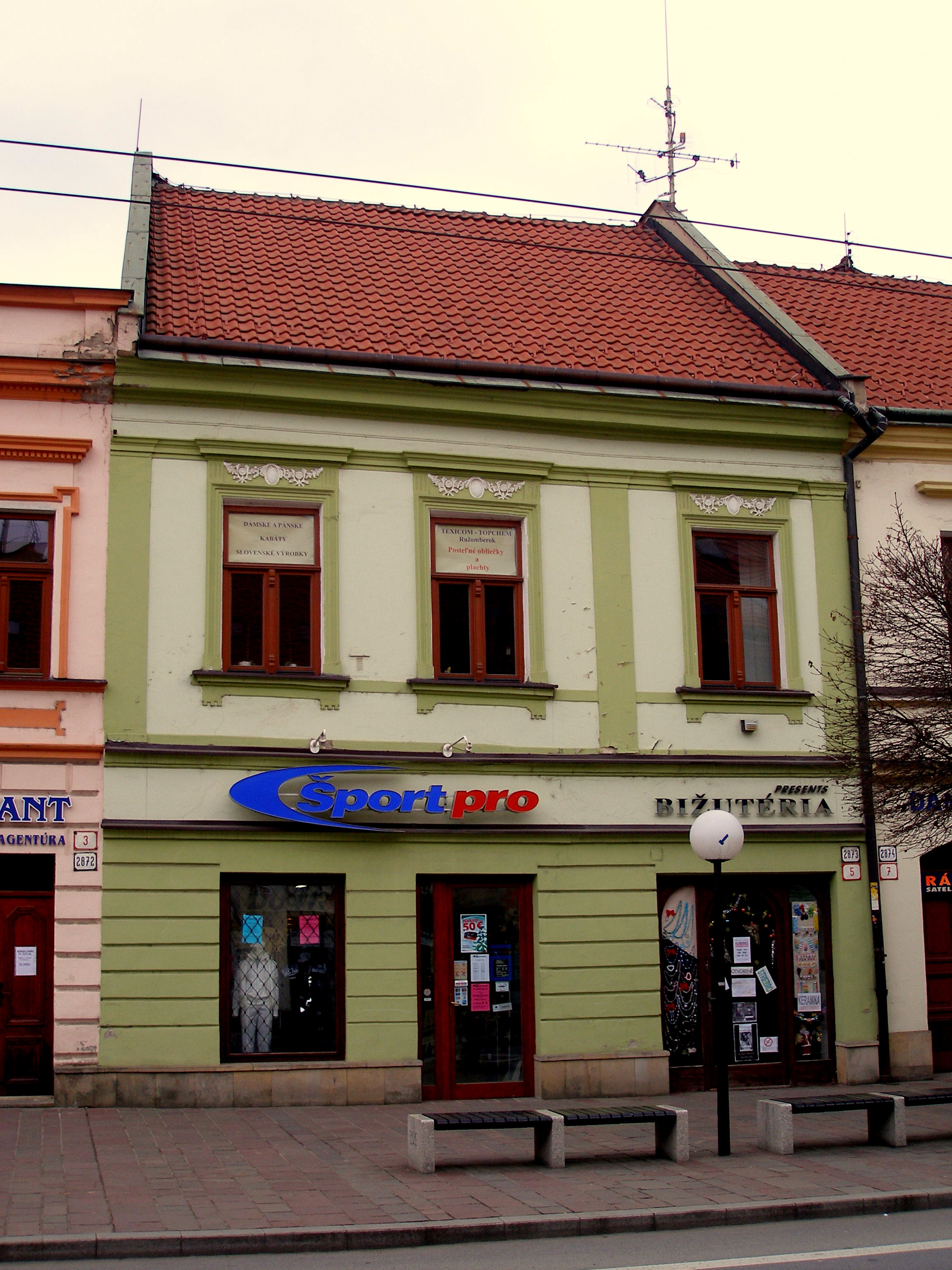
Dom, w którym urodził się Bogdani

Bogdani urodził się w Eperjes, w mieście należącym kiedyś do komitatu Sáros w północnej części Królestwa Węgier, aktualnie jest to Preszów na terenach Słowacji. W 1684 przeprowadził się do Amsterdamu, a w 1686 zamieszkał z Ernstem Stuvenem. W 1688 przeniósł się do Londynu.
W Amsterdamie poznał węgierskiego typografa Miklósa Tótfalusia Kisa, który też studiował w Holandii. W Londynie został specjalistą od martwej natury i ptaków na dworze Anny Stuartowej i Wilhelma III Orańskiego. Kilka jego obrazów stało się własnością kolekcji królewskiej. Jednym z głównych patronów był admirał George Churchill, brat Johna Churchilla, którego ptaszarnia w Windsor Great Park była elementem wielu jego obrazów.
W 1693 Bogdani zawarł małżeństwo z Elizabeth Hemmings, z którą miał dwójkę dzieci – Williama, który był urzędnikiem służby cywilnej oraz Elizabeth, która została później żoną malarza Tobiasa Stranovera. Wywarł wpływ na malarza ptaków Marmaduke’a Cradocka. Zmarł w Finchley, w północnej części Londynu.

## Twórczość
Na jego obrazach można zobaczyć wiele egzotycznych gatunków ptaków takich jak kakadu, ary i majny, które w tamtych czasach były często importowane do europejskich menażerii. Łączył je z europejskimi gatunkami ptaków jak bogatka zwyczajna, modraszka zwyczajna, dzięcioł zielony czy sójka zwyczajna. Bogdani często umieszczał na obrazie ptaka o czerwonej barwie, np. ibisa, bengalika czy kardynała. Większość obrazów pokazuje grupy ptaków, wyjątkiem był Two Icelandic Falcons, namalowany pod koniec XVII w. lub na początku XVIII wieku na którym przedstawiono dwa śnieżno-białe białozory. Obecnie znajduje się on w Nottingham Castle Museum and Art Gallery.
Jeden z jego obrazów został wykorzystany na okładkę albumu Exotic Birds and Fruit zespołu muzycznego Procol Harum.
Kilka jego dzieł jest wystawionych w Hungarian National Gallery i w Muzeum Sztuk Pięknych w Budapeszcie.